# Trophée Jonathan-Delisle
Le trophée Jonathan-Delisle est remis annuellement depuis la saison 2006-2007 au joueur ayant démontré le meilleur leadership dans la Ligue nord-américaine de hockey.
Ce trophée honore la mémoire de Jonathan Delisle, joueur du CRS Express de Saint-Georges, qui démontrait les meilleures qualités de leadership dans la ligue et est mort en 2006.
| Saison    | Vainqueur                          | Équipe                                                        |
| --------- | ---------------------------------- | ------------------------------------------------------------- |
| 2006-2007 | Sylvain Rodier                     | Caron et Guay de Trois-Rivières                               |
| 2007-2008 | Sylvain Rodier Simon Laliberté     | Caron et Guay de Trois-Rivières Top Design de Saint-Hyacinthe |
| 2008-2009 | Sylvain Rodier Christian Deschênes | Caron et Guay de Trois-Rivières Isothermic de Thetford Mines  |
| 2009-2010 | Jean-François Laplante             | CRS Express de Saint-Georges                                  |
| 2010-2011 | Christian Deschênes                | GCI de Sorel-Tracy                                            |
| 2011-2012 | Yannick Tremblay                   | Wild de Windsor                                               |
| 2012-2013 | Grégory Dupré                      | HC Carvena de Sorel-Tracy                                     |
| 2013-2014 | Tommy Lafontaine                   | Caron et Guay de Trois-Rivières                               |
| 2014-2015 | Éric Bertrand                      | Cool FM 103,5 de Saint-Georges                                |
| 2015-2016 |                                    |                                                               |
| 2016-2017 |                                    |                                                               |
| 2017-2018 |                                    |                                                               |
| 2018-2019 | Christophe Losier                  | Assurancia de Thetford                                        |